# 27 Draconis
27 Draconis, eller f Draconis, är en gul jätte som ligger i stjärnbilden Draken.
27 Dra har visuell magnitud +5,07 och är synlig för blotta ögat vid någorlunda god seeing. Den befinner sig på ett avstånd av ungefär 210 ljusår.